# 八大綜合台
八大綜合台（英語: GTV Variety Show）は、八大電視傘下のケーブルテレビチャンネルである。主にテレビシリーズやバラエティ番組シリーズを放送している。